# Tachina macropuchia
Tachina macropuchia är en tvåvingeart som beskrevs av Chao 1982. Tachina macropuchia ingår i släktet Tachina och familjen parasitflugor. Inga underarter finns listade i Catalogue of Life.